# Brandon Parva
Brandon Parva – wieś w Anglii, w hrabstwie Norfolk, w dystrykcie South Norfolk. Leży 16 km na zachód od Norwich i 149 km na północny wschód od Londynu.